# Giải của Viện phim Úc cho nữ diễn viên phụ xuất sắc nhất
Giải của Viện phim Úc cho nữ diễn viên phụ xuất sắc nhất là một giải thưởng hàng năm của Viện phim Úc dành cho nữ diễn viên điện ảnh đóng vai phụ trong một phim, được bầu chọn là xuất sắc nhất. Giải này được lập ra từ năm 1976.

## Các người đoạt giải
- 1976: Melissa Jaffer - Caddie
- 1976: Jacki Weaver - Caddie
- 1977: Veronica Lang - Don's Party
- 1978: Angela Punch McGregor - Newsfront
- 1979: Pat Evison - Tim
- 1980: Jill Perryman - Maybe This Time
- 1981: Judy Davis - Hoodwink
- 1982: Kris McQuade - Fighting Back
- 1983: Linda Hunt - The Year of Living Dangerously
- 1984: Anna Maria Monticelli - Silver City
- 1985: Annie Byron - Fran
- 1986: Lindy Davies - Malcolm
- 1987: Jan Adele - High Tide
- 1988: Tina Bursill - Jilted
- 1989: Victoria Longley - Celia
- 1990: Julia Blake - Father
- 1991: Fiona Press - Waiting
- 1992: Pat Thomson - Strictly Ballroom
- 1993: Judy Davis - On My Own
- 1994: Rachel Griffiths - Muriel's Wedding
- 1995: Amanda Douge - That Eye the Sky
- 1996: Toni Collette - Lilian's Story
- 1997: Cate Blanchett - Thank God He Met Lizzie
- 1998: Toni Collette - The Boys
- 1999: Sacha Horler - Soft Fruit
- 2000: Greta Scacchi - Looking for Alibrandi
- 2001: Rachael Blake - Lantana
- 2002: Judi Farr - Walking on Water
- 2003: Sacha Horler - Travelling Light
- 2004: Lynette Curran - Somersault
- 2005: Noni Hazlehurst - Little Fish
- 2006: Susie Porter - The Caterpillar Wish
- 2007: Emma Booth - Clubland
- 2008: Toni Collette - The Black Balloon